# Giacomo Bonavia
Pour les articles homonymes, voir Bonavia.
Giacomo Bonavia, Santiago Bonavía en espagnol, est un architecte, scénographe et peintre italien ayant travaillé en Espagne, né à Plaisance en 1695, et mort à Aranjuez en 1759.
Il a été un architecte habile, dans le style rococo.

## Biographie
Il a été appelé à Madrid par Philippe V, en 1731, pour édifier le théâtre du Buen Retiro et exécuter les décorations intérieures de peinture. Mais cet ouvrage s'est avéré être une de ses œuvres mineures.
Il a fait partie du « clan Scotti ». Le comte Annibale Scotti, originaire de Plaisance, arrivé en Espagne en 1717, proche de la seconde épouse de Philippe V, la reine Élisabeth Farnèse et a été influent à la cour jusqu'à la mort du roi, en 1746.
En 1739 le cardinal Louis Antoine de Bourbon, fils de Philippe V et d'Élisabeth Farnèse, archevêque de Tolède, lui a commandé la reconstruction de l'église de los Santos Justo y Pastor de Madrid, devenue en 1892 la basilique de San Miguel. Bien que non achevée par Bonavia (car en 1743 Vigilio Rabaglio a assuré la fin de la construction), cette église a un plan composé d'une alternance de trames  circulaires et elliptiques avec d'autres faites d'arcs croisés, inspiré par Camillo-Guarino Guarini, et admirable pour sa richesse de formes et d'un caractère  spectaculaire.

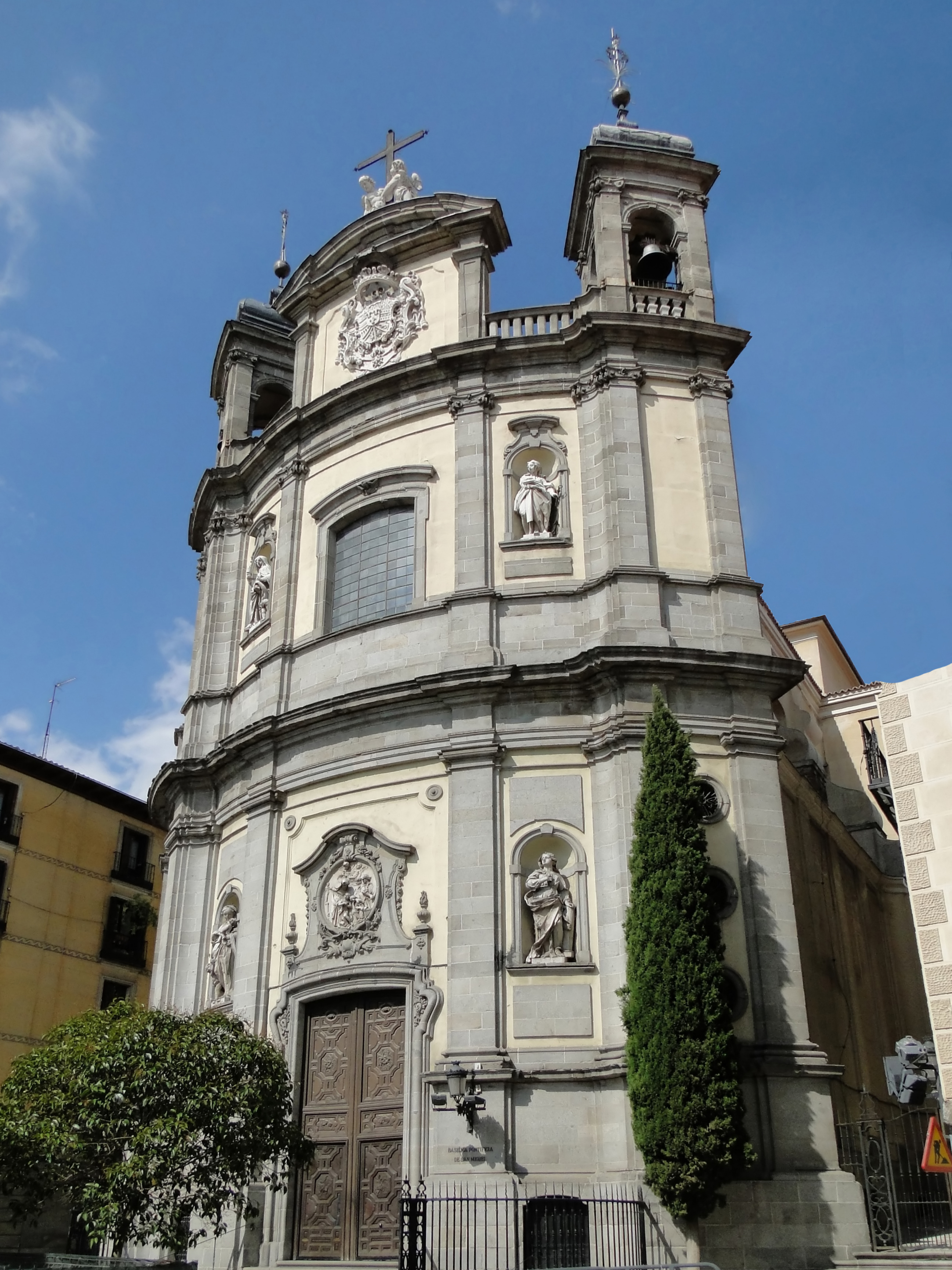
Façade de la basilique de San Miguel
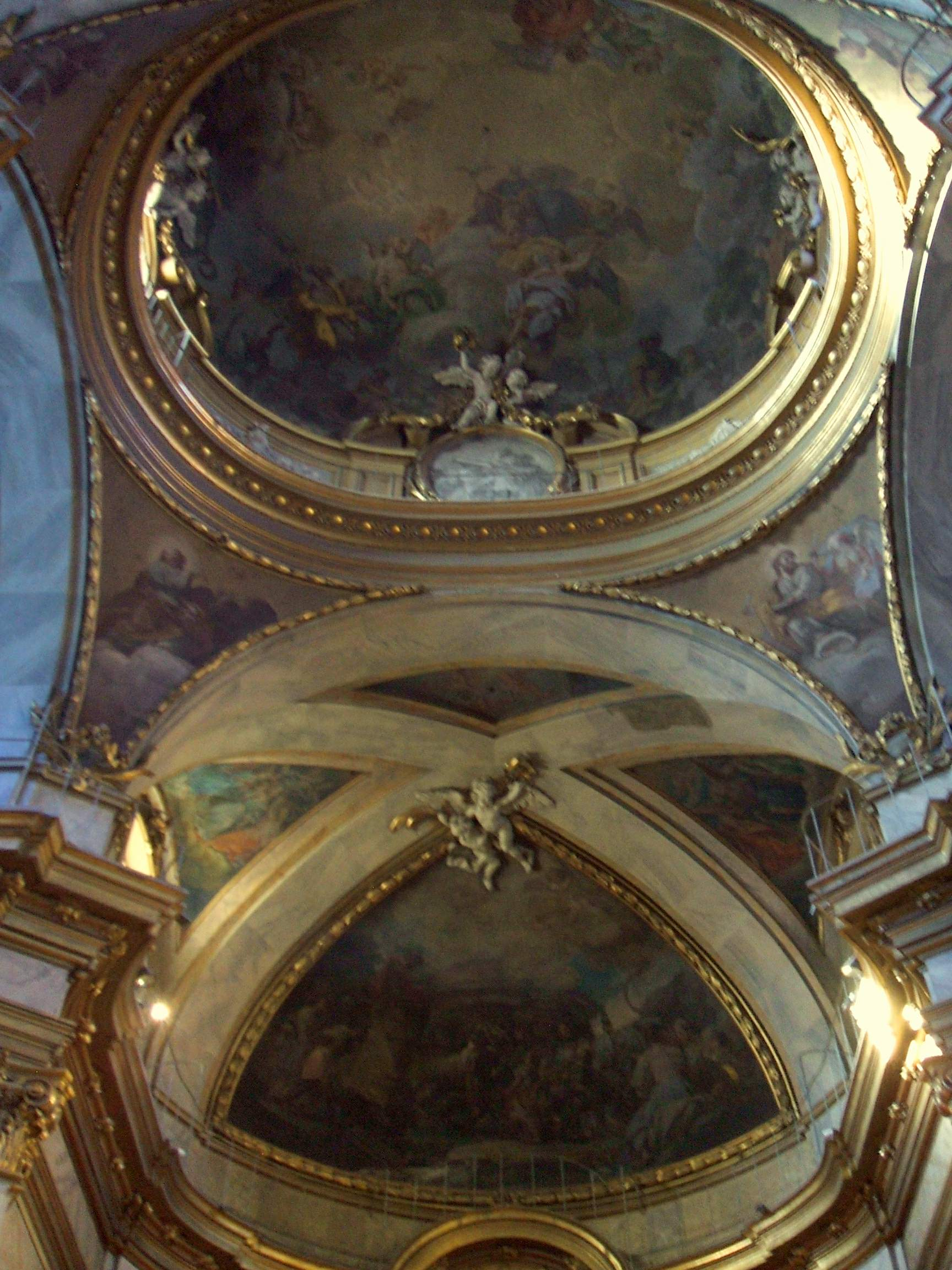
Voûte de la nef de la basilique de San Miguel
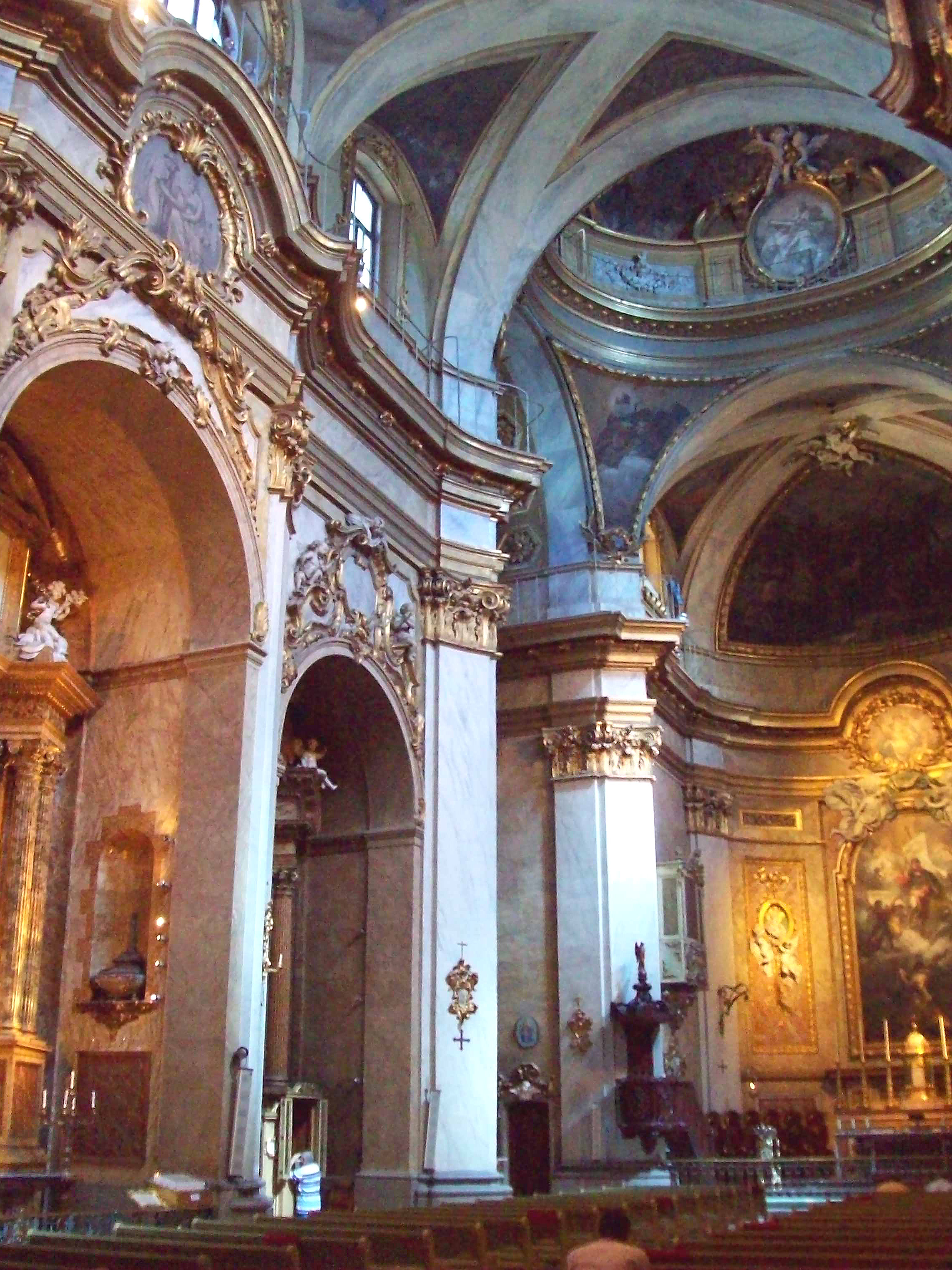
Nef de la basilique San Miguel

En 1743 il a été nommé maître d'œuvre principal (maestro mayor) de la cathédrale de Tolède.
En 1748, un incendie se déclare dans le palais d'Aranjuez. Bonavia est chargé de la reconstruction. Plus tôt, en 1746, il avait dessiné un bel escalier, de grandes proportions et d'une grande beauté. Il a alors complètement refait la façade du palais avec simplicité et grandeur. En outre, dans la même ville d'Aranjuez, en collaboration avec Alejandro González Velázquez, il a été responsable de la réalisation de la coupole octogonale et de la décoration intérieure de l'église de Alpajés dédiée à Nuestra Señora de las Angusias, et seul, en 1752, l'église de San Antonio. Mais son travail le plus important a été le projet d'urbanisation de la ville d'Aranjuez avec la démolition de vieilles maisons, l'uniformisation des plans et la création de nouvelles voies qui partant des bâtiments des offices du palais dans plusieurs directions.

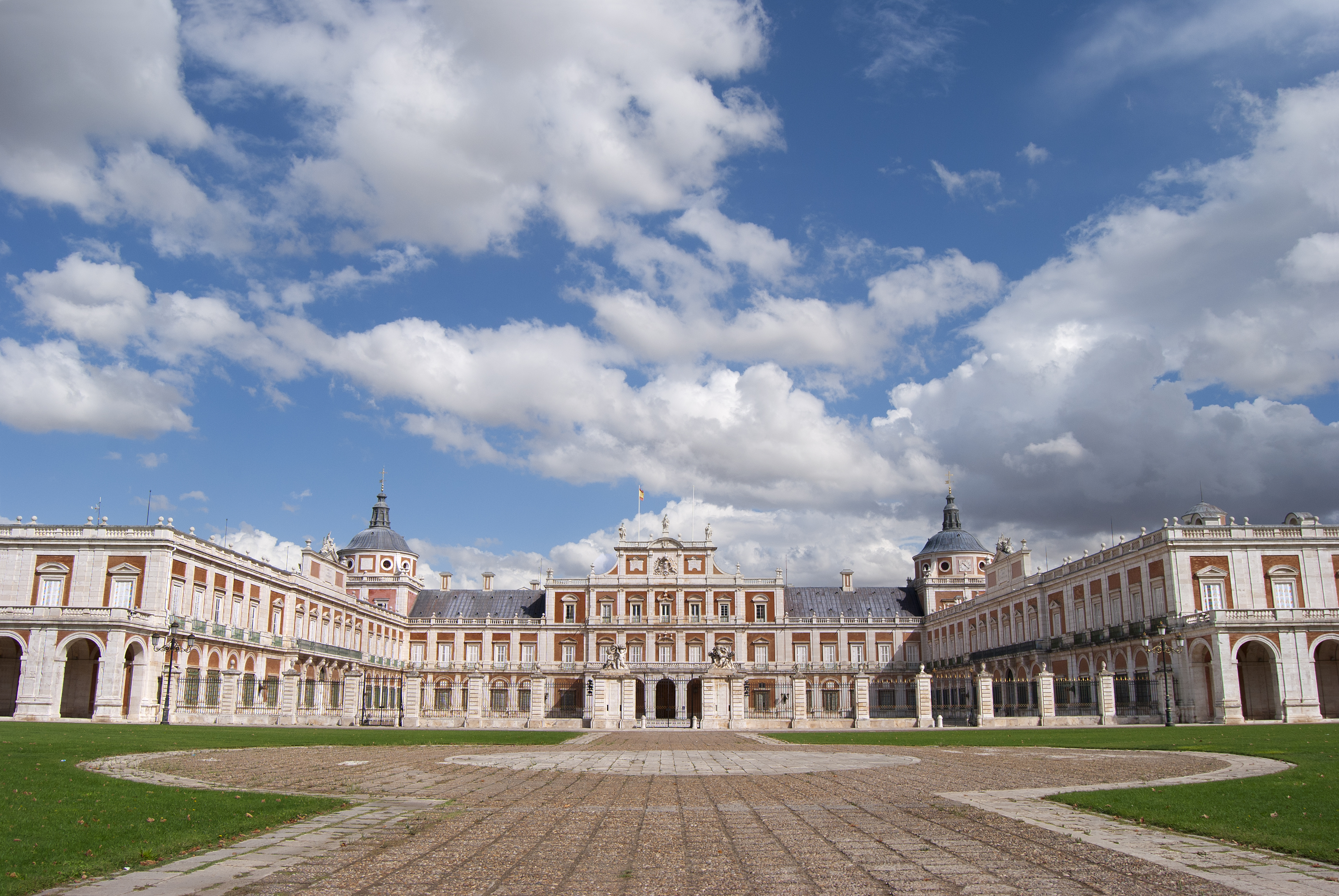
La façade du palais royal d'Aranjuez
La coupole de l'église de Alpajés
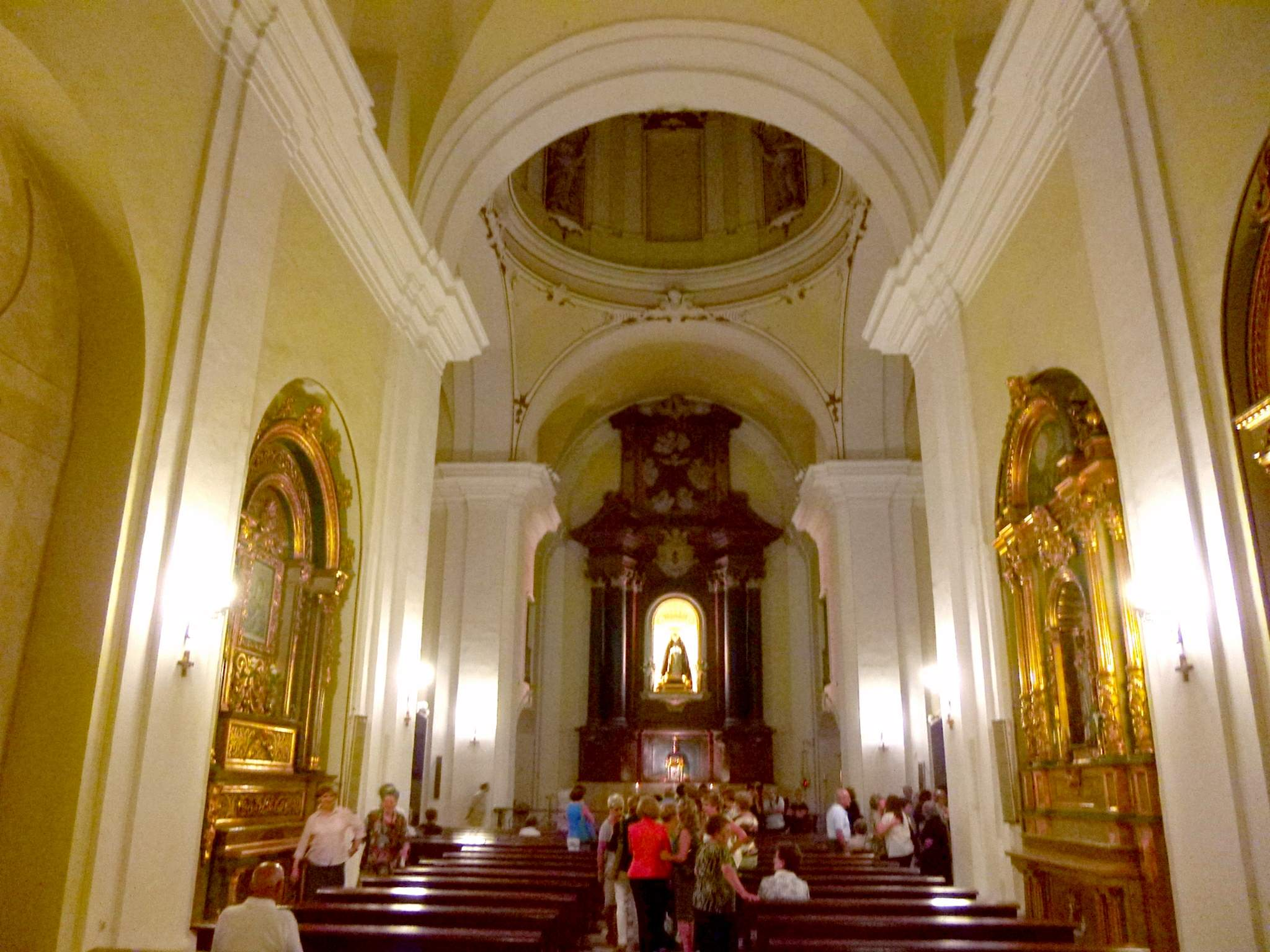
Intérieur de l'église de Alpajés
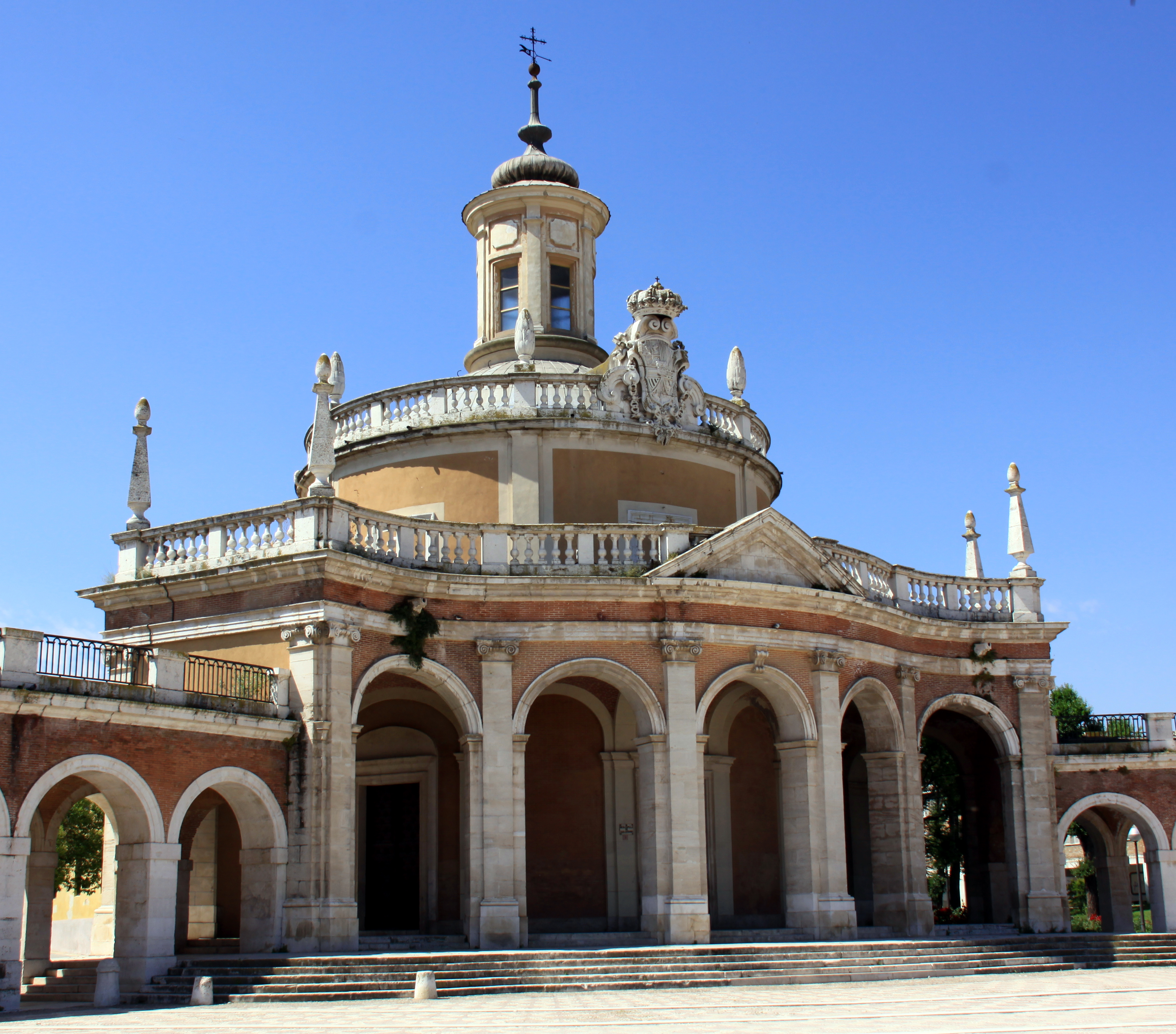
L'église de San Antonio

Bonavia, qui a reçu le titre de peintre de la cour. Il a fait partie en 1744 de l'assemblée préparatoire de l'Académie royale des beaux-arts de San Fernando et à partir de 1753 en a été le directeur de l'architecture.